# Teatr F. X. Szaldy
Teatr F. X. Szaldy (cz. Divadlo Františka Xavera Šaldy) – teatr w Libercu, w kraju libereckim w Czechach. Jest miejscem przedstawień teatralnych, opery i baletu. Teatr składa się z głównego budynku i małego teatru. Teatr nosi imię Františka Xavera Šaldy.